# Walter Rummel
Walter Morse Rummel, född 19 juli 1887 i Berlin, död 2 maj 1953 i Bordeaux, var en tysk pianist. Han studerade piano för Leopold Godowsky och komposition för Hugo Kaun. Han var bekant med Claude Debussy, och en av denne kompositörs främsta samtida förespråkare och interpretörer.
Walter Rummel var son till pianisten Franz Rummel, sonson till pianisten och kompositören Joseph Rummel och sonsonson till pianisten och kompositören Christian Rummel. Han var dotterson till telegrafens uppfinnare Samuel Morse. Rummel var gift två gånger, först med pianisten Thérèse Chaigneau och sedan med Sarah Harrington.